# Offenbarungskirche (München)

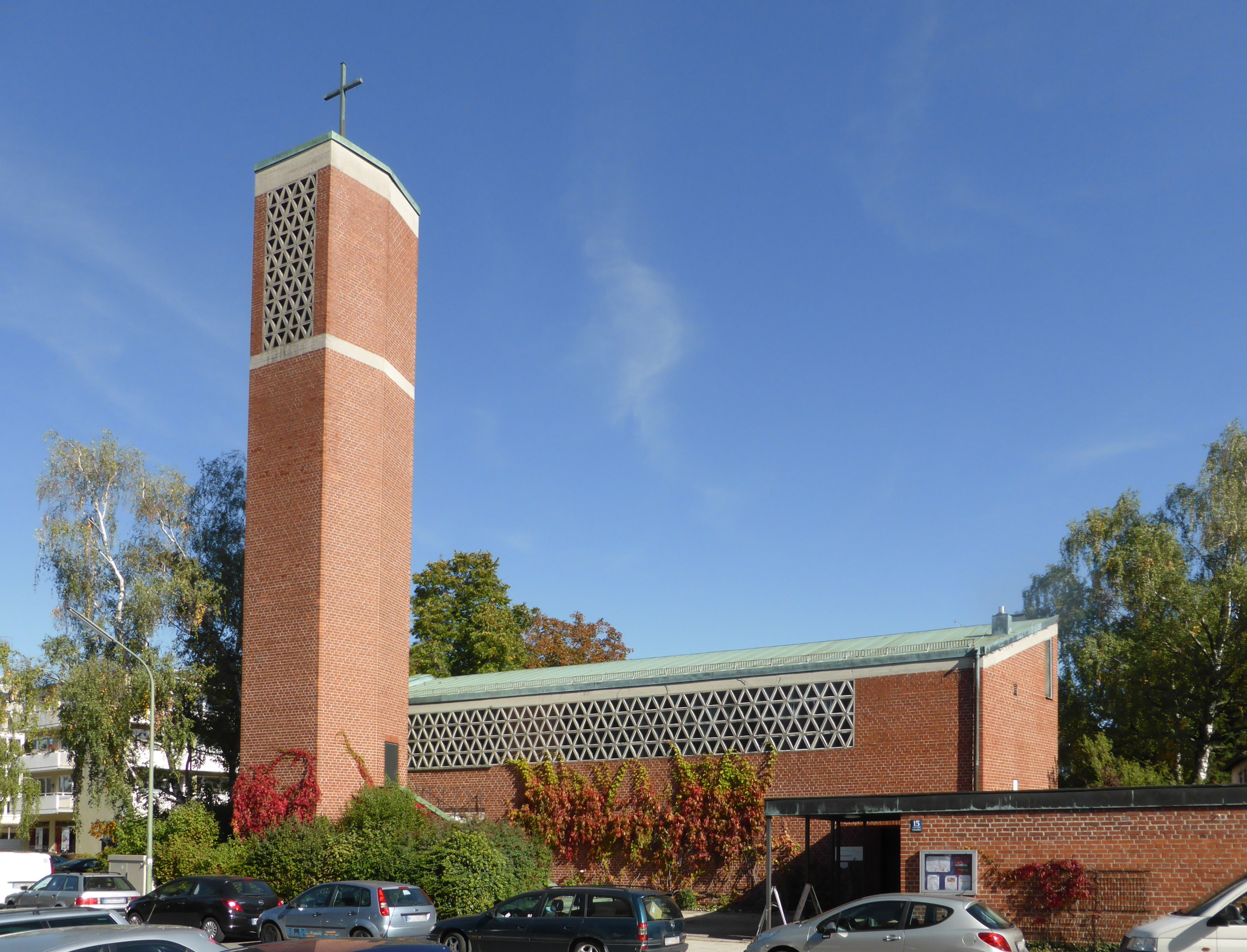
Offenbarungskirche in München-Berg am Laim (2013). Der Flachbau rechts (Pfarrbüro) wurde 2025 zusammen mit dem Gemeindehaus abgerissen.

Die Offenbarungskirche ist eine evangelisch-lutherische Kirche in München-Berg am Laim.
Seit Oktober 2023 ist das Gebäude als Baudenkmal in der Bayerischen Denkmalliste eingetragen.

## Geschichte
Die Pfarrei Berg am Laim wurde im Jahr 1929 gegründet, ein Jahr nach der Einweihung des Gemeindezentrums mit Gottesdienstsaal und Pfarrerwohnung, das 1927/28 errichtet worden war. Der Grundstein für die heutige Kirche wurde im Juli 1961 gelegt, bereits im Oktober 1962 konnte der Kirchenbau dann eingeweiht werden.
Im Jahr 2011 hatte die Gemeinde etwas mehr als 3700 Mitglieder, 2018 waren es 3600 Mitglieder.
Im Rahmen der Vorbereitung der Gemeindefusion bildeten Offenbarungskirche und Rogatekirche seit Sommer 2017 eine gemeinsame Pfarrei mit Gemeindeverbund. Die beiden Kirchengemeinden fusionierten 2018 zur Gemeinde „Sophie Scholl“, am 2. Dezember 2018 wurde der erste gemeinsame Kirchenvorstand eingeführt.
Im Februar 2025 wurde das Gemeindehaus abgerissen, um anschließend ein größeres Gemeindehaus als „Haus fürs Miteinander“ zu errichten.

## Ausstattung

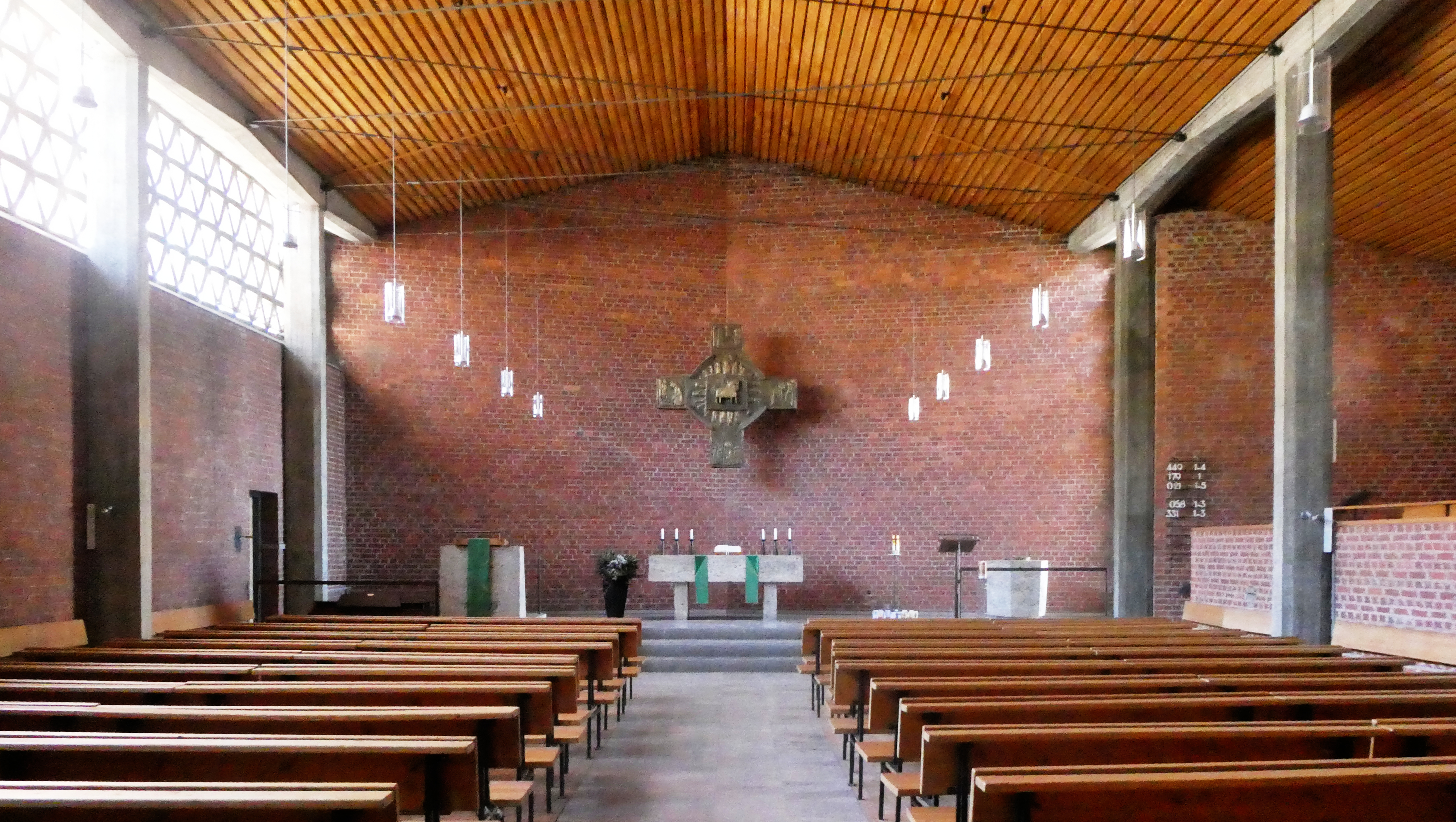
Offenbarungskirche innen

Der weitgehend aus Ziegel gemauerte Kirchensaal wird von einem Fensterband aus Klarglas unterhalb der Traufe an der einen Längswand mit Tageslicht versorgt. Die Aufmerksamkeit im weitgehend schmucklosen Gottesdienstraum richtet sich auf ein großes Kreuz aus Messing an der Stirnwand über dem Altar. Es heißt „Kreuz der Seligpreisungen“ und stammt von der Bildhauerin Eva Moshack, die auch den Altar, die Leuchter und das kleine Altarkruzifix gestaltet hat, Von einer weiteren Münchner Künstlerin, von Marie Luise Wilckens, stammen der sechseckige Taufstein und die Bronze-Reliefs der Eingangstür, die die zwölf Tore des himmlischen Jerusalems symbolisieren sollen.

## Orgel
Die Orgel wurde 1966 von Ekkehard Simon gebaut. Die feierliche Einweihung erfolgte am 1. Weihnachtsfeiertag 1966, die restlichen Arbeiten wurden Anfang 1967 abgeschlossen. Die Orgel hat 25 Register auf zwei Manualen und Pedal. Die Disposition lautet:
| I Rückpositiv C–g3 |        |
| Gedackt            | 8′     |
| Weidenpfeife       | 8′     |
| Prinzipal          | 4′     |
| Koppelflöte        | 4′     |
| Rohrnasat          | 2 ⁄3′  |
| Oktave             | 2′     |
| Terz               | 1 3⁄5′ |
| Septime            | 8/7′   |
| Zimbel III         | 1/2′   |
| Krummhorn          | 8′     |
| Tremulant          |        |

| II Hauptwerk C–g3 |       |
| Quintade          | 16′   |
| Prinzipal         | 8′    |
| Rohrflöte         | 8′    |
| Oktave            | 4′    |
| Kleingedackt      | 4′    |
| Schwiegel         | 2′    |
| Mixtur IV–V       | 1 ⁄3′ |
| Trompete          | 8′    |

| Pedal C–f1      |          |
| Subbaß          | 16′      |
| Oktavbaß        | 8′       |
| Gedacktbaß      | 8′       |
| Pommer          | 4′       |
| Weitprinzipal   | 2′       |
| Rauschquinte II | 1 ⁄3′+1′ |
| Fagott          | 16′      |

- Koppeln: I/II, II/P, I/P

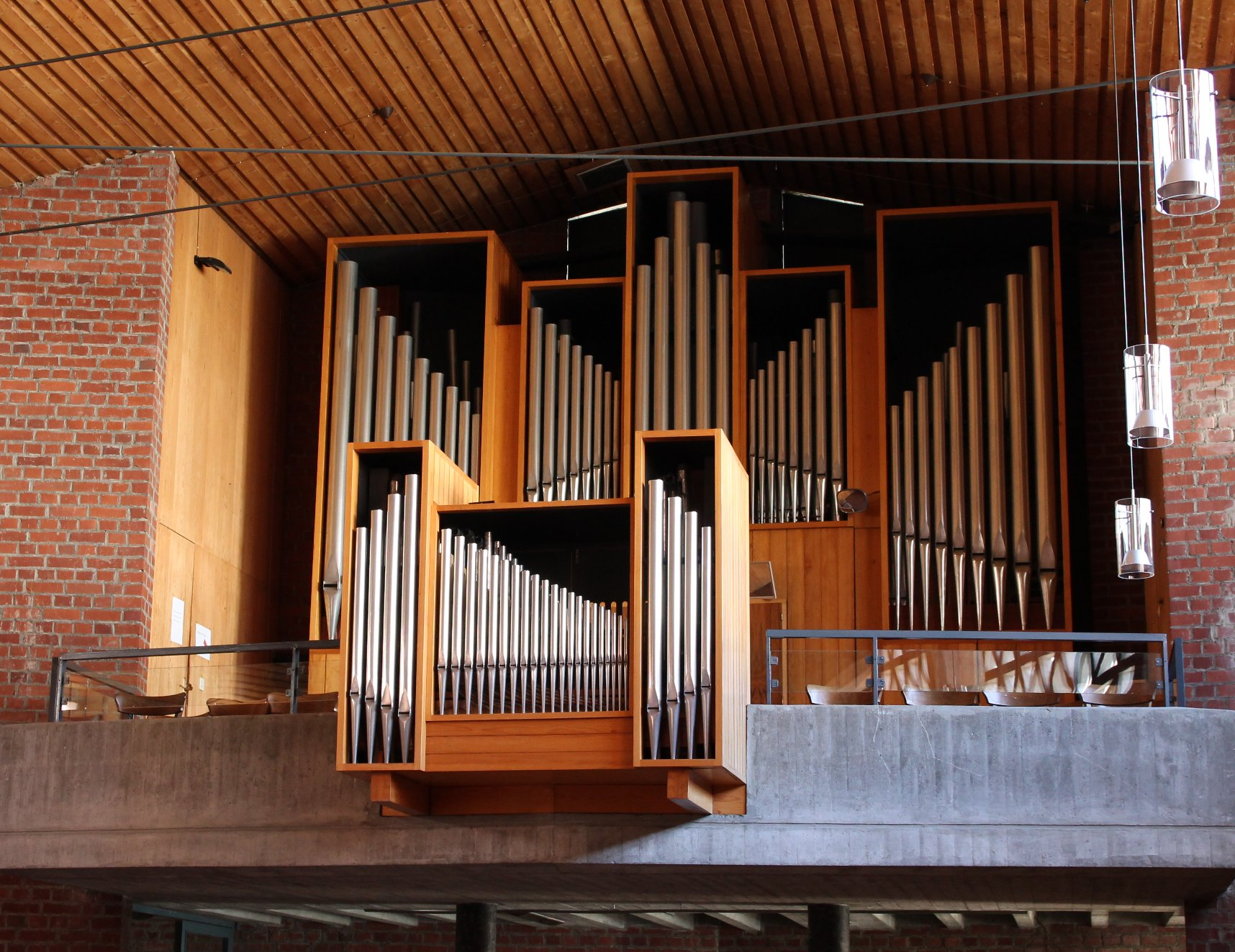
Die Simon-Orgel

- Spielhilfen: Tutti, Zungen ab, 2 freie Kombinationen
- Bemerkungen: Schleiflade, mechanische Spiel- und elektropneumatische Registertraktur

## Glocken
Im Kirchturm der Offenbarungskirche hängt ein vierstimmiges Glockengeläut. Drei der Glocken wurden 1962 von der Glockengießerei Bachert in Kochendorf gegossen. Glocke drei stammt aus der Glockengießerei Perner in Passau und wurde 2018 als Ersatz für eine schadhafte Glocke der Glockengießerei Czudnochowsky aus dem Jahr 1951 gegossen, die vor dem Bau der Kirche schon zusammen mit einer weiteren Glocke in einem kleinen Türmchen auf dem Gemeinde- und Pfarrhaus mit Gottesdienstsaal aus dem Jahr 1928 hing.
Glockendaten
| Glocke | Gewicht | Durchmesser | Schlagton | Inschrift                                |
| ------ | ------- | ----------- | --------- | ---------------------------------------- |
| 1      | 490 kg  | 976 mm      | gis′      | „Geht hin in alle Welt“ (Mk. 16,15)      |
| 2      | 290 kg  | 813 mm      | h′        | „Kommet her zu mir alle!“ (Matth. 11,28) |
| 3      | 277 kg  | 740 mm      | cis″      | „Fürchtet euch nicht!“ (Mt. 14,27)       |
| 4      | 140 kg  | 646 mm      | dis″      | „Ihr sollt mein Volk sein!“ (Jer. 7,23)  |